# برنامه اقدام
برنامه اقدام (به انگلیسی: Action plan)، یک برنامه عملیاتی دقیق است که اقدامات لازم برای رسیدن به یک یا چند هدف را مشخص می‌کند. در عوض، می‌توان آن را به‌عنوان «مجموعه پشت‌سرهم (توالی) از مراحلی که باید برداشته شوند، یا فعالیت‌هایی که باید به خوبی انجام شوند، برای موفقیت یک راهبرد» تعریف کرد.

## پروسه

### منشا
برنامه اقدام ابزاری برای برنامه‌ریزی اجتماعی است. در حقیقت باید گفت که یک استراتژی سازمانی است برای شناسایی گام‌های لازم برای رسیدن به یک هدف.

### تعیین اهداف
هدف برنامه‌ریزی برای یک اقدام عملی است. قبل از هر چیز تعیین اهداف امکان تحقق رویاها و چشم اندازهای شما را فراهم می‌کنند. این کار به شما انگیزه و اطمینان می‌دهد که نتیجه نهایی ارزشمند خواهد بود و از اتلاف وقت و انرژی جلوگیری خواهد کرد. از طرفی باید گفت که اساسا بدون تعیین یک هدف مشخص، نتیجه ایده آلی به دست نمی‌آید.

### ایجاد برنامه
هنگام تنظیم کردن برنامه‌های اقدام، مراحل هدایت شده‌ای به سمت هدف وجود دارند که باید برای اطمینان از موفقیت دنبال شوند. در این مراحل با تخصیص دادن نقش‌های خاص باید اطمینان حاصل شود که آموزش، منابع و مسائل کافی در نظر گرفته شده است. مرحله بعدی مشخص کردن نقاط عطف و تغییر ات مورد نیاز است، تا به این ترتیب امکان تجزیه و تحلیل و پیش‌بینی حرکت و پیشرفت به جانب هدف ایجاد شود. پس از رسیدن به هدف و پایان پروژه برای موفقیت در پروژهای آینده لازم است تجارب کار انجام شده را بررسی نمود. 

### اجرا
مالکیت: یک نفر باید صاحب و پاسخگوی پیشرفت، آگاه نگه‌داشتن تیم، اطمینان از انجام به موقع تنظیم و مراحل اقدام باشد. مراحل اقدام باید واضح و قابل اجرا باشد.
مسئولیت: یک نفر باید مسئول و پاسخگو برای ردیابی پیشرفت، آگاه نگه داشتن تیم، اطمینان از انجام به موقع مراحل اقدام و تنظیم اقدامات باشد. 
پشتیبانی: برای هر مرحله اقدام، مشخص کنید که چه کسی کمک کار مسئول است.  
اطلاع رسانی: آگاه کردن افراد مناسب در حلقه ارتباطی برای هر اقدام بسیار مهم است. به خصوص افراد کلیدی که نیاز دارند کم و کیف پیشرفت اقدام را بدانند تا بتوانند روی اقدامات و اهداف تأثیر گذار باشند.   
معیارها و بودجه: هر مرحله از اقدام برای پیشرفت تا پایان کار باید شاخص داشته باشد، چراکه ممکن است مستلزم پولی باشد که در بودجه اولیه در نظر گرفته نشده باشد.

## مثال‌ها

### شورای اروپا
شورای اروپا برای کمک به کشورهای عضو خود، برنامه‌های عملیاتی متعددی را سازماندهی کرده است. به عنوان نمونه برنامه عملیاتی شورای اروپا برای جمهوری مولداوی ۲۰۲۱-۲۰۲۴ است که با هدف بهبود وضعیت مولداوی در زمینه حقوق بشر، دموکراسی و حاکمیت قانون و همچنین بهبود نهادهای دولتی و قوانین آن ایجاد شده است.